# António Lima Pereira
António José Lima Pereira (* 1. Februar 1952 in Póvoa de Varzim; † 22. Januar 2022) war ein portugiesischer Fußballspieler.

## Karriere
Lima Pereira begann seine Karriere bei Varzim SC, ehe er 1978 zum FC Porto wechselte. In seiner Zeit in Porto gewann der Verteidiger viermal die portugiesische Meisterschaft, zweimal den portugiesischen Pokal und viermal den portugiesischen Supercup. Weiterhin konnte er im Jahr 1987 den Europapokal der Landesmeister gewinnen, wo er jedoch nicht im Finale spielte. Er gewann noch den Weltpokal und den europäischen Supercup in diesem Jahr. Weiterhin wurde er als Porto-Spieler in den Kader der Portugiesen für die Europameisterschaft 1984 in Frankreich geholt, wo Portugal im Halbfinale ausschied. Lima Pereira wurde viermal eingesetzt.
1988 wechselte Lima Pereira zum FC Maia, wo er 1991 seine Karriere beendete.

## Erfolge
- Europapokal der Landesmeister: 1986/87
- Weltpokalsieger: 1987
- UEFA Super Cup: 1987
- Portugiesischer Meister (4): 1978/79, 1984/85, 1985/86, 1987/88
- Portugiesischer Pokalsieger (2): 1983/84, 1987/88
- Portugiesischer Supercupsieger (4): 1981, 1983, 1984, 1986